# Sződrákosi-patak
Sződrákosi-patak är ett vattendrag i Ungern.   Det ligger i provinsen Pest, i den nordvästra delen av landet, 26 km norr om huvudstaden Budapest.